# Вилајр (Долина Аосте)
Вилајр је насеље у Италији у округу Долина Аосте, региону Долина Аосте.
Према процени из 2011. у насељу је живело 85 становника. Насеље се налази на надморској висини од 903 м.